# جنهام
الجِنْهام أو البَزّ هو قماش منسوج سادة متوسط الوزن ومتوازن بشكل نموذجي ذو أنماط ثنائية مخططة أو مربعة أو منقوشة، بألوان زاهية وبالأبيض مصنوع من خيوط القطن المصبوغ أو خيوط ممزوجة بالقطن. ويصنع من خيوط مندوفة أو متوسطة أو خيوط دقيقة.